# Orthodox Celts
Orthodox Celts é uma banda sérvia que combina elementos da música folclórica irlandesa com o rock. Foi formada em Belgrado em 1992. Apesar de possuir um gênero atípico em seu país natal, a banda é um dos maiores nomes da música sérvia e consequentemente teve influência direta para novas bandas, como Tir na n'Og e Irish Stew of Sindidun.
Enquanto o primeiro álbum consistia exclusivamente com músicas folclóricas irlandesas, a partir do segundo álbum a banda começou a incluir suas próprias canções escritas e compostas neste estilo. Quase todos os membros do grupo se declaram como torcedores Celtic FC.

## Membros
- Aleksandar Petrović - vocal
- Dejan Lalic - - banjo, bandolim, violão, gaitas de foles e vocal de apoio
- Nikola Stanojevic - violino
- Vladan Jovković - guitarra e vocais de apoio
- Dusan Zivanovic - bateria, percussão e vocal de apoio

## Discografia

### Álbuns de estúdio
- Orthodox Celts (1994)
- The Celts Strike Again (1997)
- Green Roses (1999)
- A Moment Like The Longest Day (2002)
- One, Two... Five (2007)

### Ao vivo
- Muzičke paralele (1996)